# Ida Trotzig

Ida Trotzig yngre.

Ida Trotzig, född Magnét  6 september 1864 i Kalmar, död 5 november 1943 i Stockholm, var en svensk fotograf, etnograf, japanolog, författare och målare som tillbringade drygt 30 år omkring sekelskiftet 1900 i Japan.

## Biografi

### Tidiga år, Japan
Hon var dotter till byråchefen Henrik Magnét och Bertha Trotzig och från 1888 gift med sin morbror och superintendenten i Kobe, Herman Trotzig. Därav följde en flytt till Kobe i Japan, där Herman Trotzig var polischef i Hyōgo prefektur. Ida Trotzig lärde sig japanska, och deras dotter Inez föddes 1894.
Efter en del svåra år utbildade Ida Trotzig sig i japansk konst, historia, filosofi och religion. Av en dotter till en samuraj invigdes hon i den japanska teceremoniens hemligheter. Det var sedan nära till hands att fortsätta studierna med ikebana, den japanska konsten att ordna blommor.
Ida Trotzig hörde tillsammans med konstsamlaren Didrik Bildt, etnografen Hjalmar Stolpe och diplomaten Folke Cronholm till dem som försåg Etnografiska museet med viktiga samlingar av japanska föremål. Från hemmet i Kobe skickade hon resebrev och artiklar. Hon kom att skriva flera böcker om japanska ämnen, först ett urval japanska sagor 1911 för Barnbiblioteket Saga (nr 40). Ida Trotzig var examinerad mästare i chadō (茶道), "téets väg" och gav 1911 ut en bok i ämnet med förord av Sven Hedin.

### Åter i Sverige

Ida Trotzig äldre.

Efter återkomsten till Sverige 1921, efter makens död 1919 och över trettio års vistelse i Japan, fortsatte hon skriva och hålla föredrag om japanska kulturföreteelser. Ida Trotzig hade fått stor kunskap inom japansk teceremoni och hon blev den första som introducerade teceremonin i Sverige.
Hon blev 1921 anställd av tefirman James Lundgren & Co i Göteborg. Genom skrifter och föredrag i skolor och föreningar fick hon upp svenskarnas intresse att dricka te. Hon var idégivare till det första japanska tehuset Zui ki tei vid Etnografiska museet i Stockholm, invigt 1935. Etnografiska museet innehar en samling japanska verktyg som användes vid byggandet av tehuset. Verktygen skänktes av Ginjiro Fujihara och James Lundgren & Co. Hantverkarna som byggde tehuset, Tokusaburo Ukigaya och Kunio Taniguchi, överlämnade verktygen.
Efter Ida Trotzigs död 1943 blev efterlämnade manuskript, artiklar och anteckningar deponerade hos Etnografiska museet i Stockholm. Där fanns bland annat ett manuskript om japanska blomsterarrangemang, skrivet i början av 1920-talet och senare utgivet 1990. Boken beskriver ingående ikebana, dels tekniskt hur man preparerar blommor och arrangerar dem och dels tankevärlden bakom blomsterkonsten (symboliken med japanernas säregna känsla för naturen).

### Måleri
Trotzig studerade målning vid Tekniska skolan i Stockholm 1884–1886 och fortsatte sina studer i Japan efter flytten 1888; hon blev den första europeiska kvinna som avlagt en examen vid ett japanskt universitet. Hon studerade bland annat japanskt tuschmåleri samt blomsterkulturen vid blomsterskolan Ikebana i Kobe.Hennes konst består av kopior av gamla japanska målningar i tusch eller vattenfärg målade på siden.
Hon var representerad i Riksförbundet för bildande konsts vandringsutställning Japansk konst och konsthantverk 1956–1957. Trotzig är representerad vid bland annat Etnografiska museet och Kalmar konstmuseum.

## Familj
Dottern Inez gifte sig 1917 med direktör Sven Stenberg, som då arbetade i Japan. Deras dotter Gaby Stenberg föddes i Tokyo i Japan 1923 och flyttade med föräldrarna till Sverige samma år.
Paret Ida och Herman Trotzig fick även två andra döttrar. Båda två dog i samband med en tyfon. Ida Trotzig är gravsatt i Gustav Vasa kyrkas kolumbarium vid Odenplan i Stockholm.

### Utgivare
- Japanska sagor / samlade och ordnade av Ida Trotzig ; med originalillustrationer av japanen Kionotu Okuno och Lisa Berggren m.fl. Barnbiblioteket Saga, 99-0448970-X ; 40. Stockholm: Svensk läraretidning. 1912. Libris 1631180